# گابریل گیورجیان
گابریل میکائیلی گیورجیان (ارمنی: Գաբրիել Միքայելի Գյուրջյան؛  زادهٔ ۱۲ آوریل ۱۸۹۲ - درگذشته ۱۳ اوت ۱۹۸۷) نقاش، آموزگار اهل ارمنستان بود. بین سال‌های ۱۹۲۳ تا ۱۹۵۸ میلادی مشغول فعالیت بود. وی یکی از بنیانگذاران هنرهای زیبای ارمنستان شوروی بود.

## زندگی‌نامه
وی در ۲۴ آوریل [سبک قدیمی: ۱۲ آوریل] ۱۸۹۲ در آرتوین به دنیا آمد و از کالج هنرهای زیبای پنزا (۱۹۲۰) فارغ‌التحصیل گشت. همچنین برندهٔ جوایزی همچون نشان لنین، نشان پرچم سرخ کار و نقاش مردمی ارمنستان شوروی شده‌است. وی در ۱۳ اوت ۱۹۸۷ در سن ۹۵ سالگی در ایروان درگذشت و در آرامستان مرکزی ایروان (توخماخ) به خاک سپرده شد.

## نگارخانه

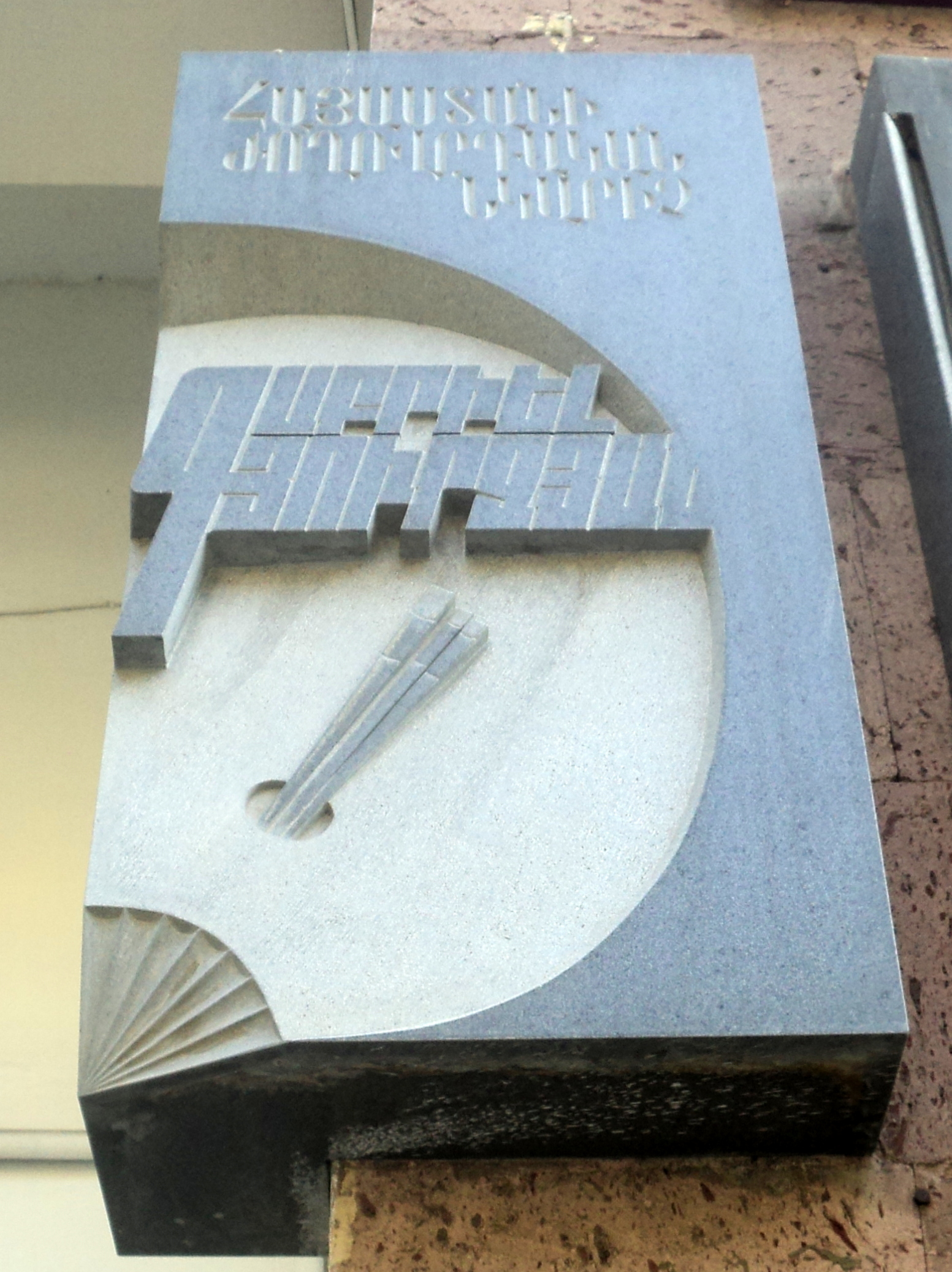
پلاک یادبود
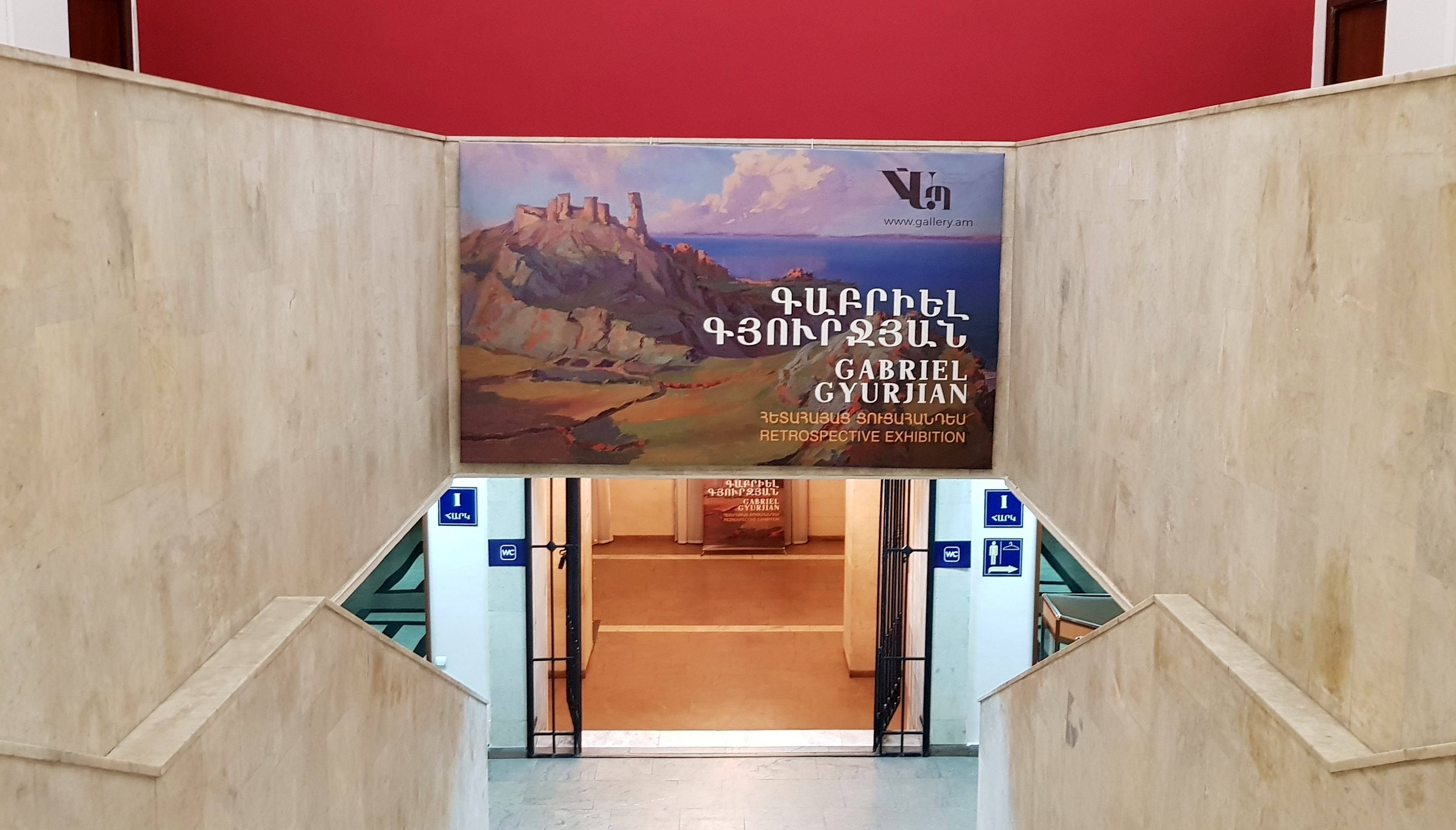